# Rantrum
Rantrum (friesisch: Rånterem) ist eine Gemeinde im Kreis Nordfriesland in Schleswig-Holstein.

## Geographie

### Geographische Lage
Das Gemeindegebiet von Rantrum erstreckt sich im Südwesten des zur Schleswigschen Geest zählenden Naturraums der Bredstedt-Husumer Geest südöstlich von Husum. Die südwestliche Gemeindegrenze folgt weitestgehend dem sogenannten Lagedeich. Er markiert zugleich den Übergang in den Naturraum Schleswig-Holsteinische Marschen und Inseln. Beide zählen zur Großlandschaft Norddeutsches Tiefland. Jenseits dieses Übergangs zählen nur noch wenige direkt angrenzende Flurstücke aus dem Bereich der Südermarsch ebenfalls zur gemeindlichen Flur. Die Dorflage schließt direkt nordöstlich am Lagedeich an. Sie weist eine vergleichsweise prägnante Hanglage in Richtung Südwesten auf. Die Höhenlagen innerhalb der gesamten Dorflage variieren zwischen ca. +16 m NHN am nordöstlichen Dorfrand zu etwa +1 m NHN am Lagedeich.

### Gemeindegliederung
Im Gemeindegebiet befinden sich neben dem namensgebenden Dorf ebenfalls die heutigen Ortsteile Ipernstedt (dänisch: Ipersted), Lurup und Rantrum Deich.

### Nachbargemeinden
Benachbarte Gemeindegebiete von Rantrum sind:
|             | Schwesing                                   |                    |
| Mildstedt   | Kompassrose, die auf Nachbargemeinden zeigt | Wittbek, Oldersbek |
| Südermarsch |                                             | Wisch              |

## Geschichte
Zahlreiche Hünengräber im Gemeindegebiet belegen eine Besiedlung in vorgeschichtlicher Zeit.
Der Ort wurde 1381 erstmals erwähnt. Rantrum ist sicherlich älter, da aber die Mildstedter Kirche im 14. Jahrhundert abgebrannt ist, gibt es keine früheren urkundlichen Erwähnungen. Sein Name leitet sich vom Personennamen Rante ab, der wiederum von der Meeresgöttin Rán abgeleitet ist.
Ab 1460 wurden weiträumige Flächen eingedeicht, so dass der Meeresarm der Nordereider bis 1579 vollständig zu Land wurde. Das schaffte die Voraussetzung der Viehwirtschaft, die in der zweiten Hälfte des 16. Jahrhunderts ihre Blütezeit hatte.
Im Jahre 1602 wurde eine Schule in Rantrum gegründet.
Die Eisenbahnstrecke von Husum nach Rendsburg führte seit 1910 durch Rantrum, sie ist inzwischen stillgelegt und abgebaut.
Am 1. April 1934 wurde die Kirchspielslandgemeinde Mildstedt aufgelöst. Alle ihre Dorfschaften, Dorfgemeinden und Bauerschaften wurden zu selbständigen Gemeinden/Landgemeinden, so auch Rantrum.
Im Jahr 2002 bekam die Gemeinde Rantrum das Prädikat Erholungsort.
Eingemeindungen
Am 1. Juli 1974 wurde die damalige Gemeinde Ipernstedt eingegliedert.

## Politik

### Gemeindevertretung
Bei der Kommunalwahl am 14. Mai 2023 wurden insgesamt 17 Sitze vergeben. Von diesen erhielt die Junge Wählergemeinschaft Rantrum-Ipernstedt fünf Sitze und die Wählergruppe Ipernstedt-Rantrum, die CDU, die SPD und die Aktive Wählergemeinschaft Rantrum-Ipernstedt jeweils drei Sitze.

### Bürgermeister
Seit dem 26. Juni 2023 ist Christian Franke (WIR) Bürgermeister.

### Wappen
Blasonierung: „Von Blau und Rot durch einen silbernen Wellenbalken geteilt. Oben drei fächerförmig gestellte, aus dem Wellenbalken wachsende, begrannte goldene Getreideähren, unten ein frontal gestellter, schwarz gezäumter goldener Ochsenkopf.“

### Gemeindepartnerschaft
Partnergemeinde von Rantrum war seit 2001 Buddenhagen bei Wolgast in Mecklenburg-Vorpommern. 2012 wurde Buddenhagen nach Wolgast eingemeindet. Die Beziehungen aus der Gemeindepartnerschaft werden aber auch danach von Buddenhagen fortgeführt.

## Sehenswürdigkeiten
Der Naturerlebnisraum „Gruppweg“ liegt in Rantrum.

## Auszeichnungen
- Im Jahr 2001 wurde die Gemeinde Rantrum Landessieger im Wettbewerb Unser Dorf soll schöner werden und errang auf Bundesebene die Silbermedaille.
- 2015 wurde sie gegen zehn Mitbewerber Siegerin des Landeswettbewerbs „Dieses Dorf hat Zukunft“.[12]